# Pretty Little Liars (3.ª temporada)
A terceira temporada de Pretty Little Liars, baseada na série de livros de mesmo nome por Sara Shepard, estreou em 5 de junho de 2012 nos Estados Unidos, transmitida através do canal de televisão pago ABC Family, e terminou em 19 de março de 2013. Em 29 de novembro de 2011, a ABC Family renovou a série para uma terceira temporada, composta por 24 episódios. As filmagens da temporada começaram em 2 de abril de 2012.
Em 27 de março de 2013, estreou no Brasil pelo canal de TV pago Boomerang, e terminou em 4 de setembro do mesmo ano.
A terceira temporada recebeu críticas positivas de vários críticos e teve em média 2.59 milhões de telespectadores por episódio, e atingiu um rating de 1.1. A estreia foi assistida por 2.93 milhões de telespectadores, enquanto o final foi visto por 2.87 milhões de telespectadores.

## Sinopse
Um verão se passou desde que Aria, Emily, Hanna e Spencer descobriram sobre Mona ser "A", a grande atormentadora do capuz que fez de suas vidas um inferno desde a volta de Aria á cidade, quando elas voltaram a ser amigas íntimas. Com o terror aparentemente acabado e um suposto assassino, Garrett Reynolds, agora atrás das grades, a cidade de Rosewood se cura lentamente. Cada uma das quatro meninas passavam o verão de diferentes maneiras - Aria fez um curso de fotografia, Spencer fez cursos universitários na Hollis, Hanna fez aulas de culinária com Caleb, e Emily construiu casas no Haiti. Mas o que parece "normal" para cada menina não é necessariamente assim, como todos as quatro ainda não superaram o que aconteceu. Com o estresse pós-traumático, a raiva e a aquisição de mais segredos, as quatro garotas estão tudo menos de boa. Agora, novamente juntas e com o segundo aniversário do desaparecimento de Alison chegando, o que começa como uma tentativa de deixar o passado para trás termina com um novo pesadelo quando as meninas se encontram na defensiva quando um evento chocante abala Rosewood.
A primeira parte aborda a questão se Garrett realmente matou ou estava envolvido no assassinato de Maya ou da amiga das meninas e "abelha rainha", Alison. E também se concentra em como Mona conseguiu seu papel como "A" e porquê, desde então, alguém tomou seu lugar como líder da Equipe A. Já a segunda parte lida com outra revelação de "A" e as consequências, enquanto a misteriosa Casaco Vermelho persegue as meninas

## Elenco e personagens
| - Troian Bellisario como Spencer Hastings (24 episódios) - Ashley Benson como Hanna Marin (24 episódios) - Tyler Blackburn como Caleb Rivers (15 episódios) - Holly Marie Combs como Ella Montgomery (13 episódios) - Lucy Hale como Aria Montgomery (24 episódios) - Ian Harding como Ezra Fitz (18 episódios) - Laura Leighton como Ashley Marin (13 episódios) - Chad Lowe como Byron Montgomery (9 episódios) - Shay Mitchell como Emily Fields (24 episódios) - Janel Parrish como Mona Vanderwaal/A (14 episódios) - Sasha Pieterse como Alison DiLaurentis (13 episódios) | - Bianca Lawson como Maya St. Germain (4 episódios) - Adam Lambert como Ele mesmo (1 episódio) - Missy Franklin como Ela mesma (1 episódio) - Keegan Allen como Toby Cavanaugh (13 episódios) - Lindsey Shaw como Paige McCullers (11 episódios) - Bryce Johnson como Darren Wilden (9 episódios) - Tammin Sursok como Jenna Marshall (8 episódios) - Julian Morris como Wren Kingston (8 episódios) - Drew Van Acker como Jason DiLaurentis (7 episódios) - Torrey DeVitto como Melissa Hastings (7 episódios) - Lesley Fera como Veronica Hastings (7 episódios) - Sterling Sulieman como Lyndon James/Nate St. Germain (7 episódios) - Nia Peeples como Pam Fields (6 episódios) - Brendan Robinson como Lucas Gottesman (6 episódios) - Vanessa Ray como CeCe Drake (6 episódios) - Edward Kerr como Pastor Ted (6 episódios) | - Yani Gellman como Garrett Reynolds (5 episódios) - Aeriél Miranda como Shana Fring (4 episódios) - Amanda Schull como Meredith Sorenson (4 episódios) - Téo Briones como Malcolm Cutler (4 episódios) - Gregg Sulkin como Wesley Fitzgerald (4 episódios) - Brant Daugherty como Noel Kahn (3 episódios) - Larisa Oleynik como Maggie Cutler (3 episódios) - Bernard Curry como Jamie Doyle (3 episódios) - Steve Talley como Zack (3 episódios) - Brandon Jones como Andrew Campbell (2 episódios) - Annabeth Gish como Anne Sullivan (2 episódios) - Mary Page Keller como Dianne Fitzgerald (2 episódios) - Jim Titus como Barry Maple (2 episódios) - Andrew Elvis Miller como Miles Corwin (2 episódios) - Reggie Austin como Eddie Lamb (2 episódios) - Robbie Amell como Eric Kahn (1 episódio) - Jim Abele como Kenneth DiLaurentis (1 episódio) - Nolan North como Peter Hastings (1 episódio) - Flynn Morrison como Malcolm (1 episódio) - Alexander Nifong como Sam (1 episódio) |

## Episódios
| No. na série | No. | Título                                                                         | Diretor(s)       | Escritor(s)                                                | Exibição (US — BR)                           | Audiência (em milhões) |
| --- | --- | ------------------------------------------------------------------------------ | ---------------- | ---------------------------------------------------------- | -------------------------------------------- | ---------------------- |
| 48 | 1   | "It Happened 'That Night'" "Aconteceu 'Naquela Noite'"                         | Ron Lagomarsino  | I. Marlene King                                            | 5 de Junho de 2012 27 de Março de 2013       | 2.93                   |
| Cinco meses se passaram desde que Aria, Emily, Hanna e Spencer descobriram quem era "A" e desde a morte de Maya. Aparentemente o terror acabou, um suposto assassino está atrás das grades e a cidade de Rosewood se recupera aos poucos de velhas e novas feridas. As quatro meninas passaram o verão de formas diferentes: Aria fez um curso de fotografia, Spencer se dedicou a cursos para a universidade na Hollis, Hanna preferiu as aulas de culinária com seu namorado, Caleb, e Emily foi construir casas no Haiti. Mas essa "normalidade" não é o que parece, já que nenhuma das meninas ainda superou o que aconteceu. Com estresse pós-traumático, sentimento de raiva e novos segredos, elas estão tudo menos recuperadas. Agora, juntas novamente e encarando o segundo ano do desaparecimento de Alison, as meninas se veem na defensiva quando acontecimentos chocantes abalam Rosewood. |     |                                                                                |                  |                                                            |                                              |                        |
| 49 | 2   | "Blood is the New Black" "Sangue é o Novo Preto"                               | Norman Buckley   | Oliver Goldstick                                           | 12 de Junho de 2012 3 de Abril de 2013       | 2.66                   |
| Aria, Emily, Hanna e Spencer estão abaladas com o recebimento de uma nova mensagem de "A". Essa nova figura está disposta a mostrar às meninas que ele/ela não está brincando. Após um lembrete assustador de que "A" ainda domina o pedaço, Aria, Emily, Hanna e Spencer logo tentam elaborar um plano para lidar com a ameaça e com o jogo que agora parece mais perigoso. Spencer e Hanna continuam a brincar com fogo enquanto buscam respostas, e um dos deslizes de Aria no passado alimenta o jogo de "A". Ao mesmo tempo, ainda muito abalada, Emily tenta se concentrar na escola, mas poderá ser facilmente interrompida ao recordar um fato crucial "daquela noite". |     |                                                                                |                  |                                                            |                                              |                        |
| 50 | 3   | "Kingdom of the Blind" "Em Terra de Cego"                                      | Chad Lowe        | Joseph Dougherty                                           | 19 de Junho de 2012 10 de Abril de 2013      | 2.44                   |
| Com a mãe de Spencer, Veronica Hastings, agora assumindo Garrett como cliente, Spencer tem certeza de que existe um motivo escondido por trás disso. Mas, quando começa a questionar, ela acaba descobrindo um segredo ainda maior dos Hastings. Emily também se surpreende com notícias de sua prova de inglês e teme as consequências. Enquanto isso, Aria concorda em acompanhar Jenna para ficar de olho nela, e Hanna tenta chegar até Lucas. |     |                                                                                |                  |                                                            |                                              |                        |
| 51 | 4   | "Birds of a Feather" "Diz-me com Quem Andas"                                   | Roger Kumble     | Story by: Michael J. Cinquemani Teleplay by: Jonell Lennon | 26 de Junho de 2012 17 de Abril de 2013      | 2.36                   |
| Alguns segredos que as meninas escondem devem ser compartilhados enquanto outros precisam ser guardados – não importa a que custo. A verdade às vezes pode ser dura e as meninas deverão levar isso em conta antes de revelar qualquer coisa. As visitas a Mona estão complicando o relacionamento de Hanna e Caleb. Mas será que ela não poderia dizer a ele que o motivo das visitas é sua necessidade de obter informações sobre a nova "A"? Aria, por outro lado, está morrendo de medo de contar à sua mãe, Ella, que seu pai, Byron, está namorando Meredith. Mas não seria melhor se Ella ouvisse isso da filha em vez de saber por outra pessoa? E Spencer precisa saber a verdade sobre Melissa, mesmo se ela for dura. Enquanto isso, Emily encontra algum consolo ao conhecer o primo de Maya, Nate.                                                                                          |     |                                                                                |                  |                                                            |                                              |                        |
| 52 | 5   | "That Girl Is Poison" "Aquela Garota é Veneno"                                 | Chad Lowe        | Bryan M. Holdman                                           | 10 de Julho de 2012 24 de Abril de 2013      | 2.38                   |
| A extravagante festa de aniversário de Jenna parece ser boa demais para ser verdade e Aria, Emily, Hanna e Spencer acham que algo pode acontecer – especialmente porque Garrett sairá da prisão para fazer uma visita à sua mãe doente na mesma noite. As meninas acham que isso não é uma coincidência e se convencem de que pode ser obra de "A". Com Emily trabalhando na festa, Aria como uma convidada e Spencer presa no hospital, o que pode dar errado? A resposta é simples: tudo. Enquanto isso, a melancolia de Hanna a leva a uma descoberta chocante. |     |                                                                                |                  |                                                            |                                              |                        |
| 53 | 6   | "The Remains of the 'A'" "Os Restos de 'A'"                                    | Norman Buckley   | Maya Goldsmith                                             | 17 de Julho de 2012 1 de Maio de 2013        | 2.27                   |
| Após descobrir algo de Garrett, Hanna e Spencer saem em missões separadas. Hanna vê a oportunidade perfeita de capturar "A" ou de pelo menos saber quem está ajudando Garrett. Mas o plano começa a rapidamente dar errado, deixando Hanna frustrada e desesperada. Spencer tenta desvendar o significado da pista e pede a ajuda de Jason. Enquanto isso, Emily tem outro flashback "daquela noite", o que a leva a um suspeito inimaginável. Aria começa a questionar os repentinos ganhos de Ezra. |     |                                                                                |                  |                                                            |                                              |                        |
| 54 | 7   | "Crazy" "Loucas"                                                               | Patrick Norris   | Andy Reaser                                                | 24 de Julho de 2012 8 de Maio de 2013        | 2.43                   |
| Com novas evidências importantes sobre o assassinato de Alison, Hanna teme que "A" possa estar a enquadrando após uma visita do Detetive Wilden. A paranoia se instala e Aria decide procurar Mona para saber se ela pretende ajudar Hanna. Mas será que Aria está pronta para encarar sua antiga inimiga e, acima de tudo, será que Mona dará a Aria as respostas que as meninas procuram desesperadamente? Enquanto isso, alguém do passado de Alison e Jason chega a Rosewood e desperta interesse nas meninas. |     |                                                                                |                  |                                                            |                                              |                        |
| 55 | 8   | "Stolen Kisses" "Beijos Roubados"                                              | Zetna Fuentes    | Joseph Dougherty                                           | 31 de Julho de 2012 15 de Maio de 2013       | 2.22                   |
| Emily luta para lidar não somente com a perda de Maya, mas também com o fato de alguém tê-la drogado 'naquela noite', o que agora afeta Paige. Ao tentar se entender com Paige e explicar o caso das drogas, Emily tem outros insights do que fez 'naquela noite'. Em uma tentativa de apoiar Emily, Spencer pede ajuda a Caleb para invadir um site que pode esconder várias respostas. Enquanto isso, Aria percebe que sabe muito pouco sobre Ezra após conhecer a mãe dele, e Hanna faz um pedido em nome de Mona. |     |                                                                                |                  |                                                            |                                              |                        |
| 56 | 9   | "The Kahn Game" "O Jogo do Kahn"                                               | Wendey Stanzler  | Lijah J. Barasz                                            | 7 de Agosto de 2012 22 de Maio de 2013       | 2.45                   |
| Spencer e Aria vão à festa de Noel e Eric Kahn, na esperança de salvar a vida acadêmica de Spencer. Mas o que inicialmente seria uma passada rápida para pedir um favor à amiga de CeCe se transforma em uma oportunidade de obter respostas de Jenna em um revelador jogo da verdade. Mas será que Aria e Spencer estão dispostas a dizer suas verdades para obter as respostas que estão procurando? Enquanto isso, Hanna recebe outra mensagem de "A". |     |                                                                                |                  |                                                            |                                              |                        |
| 57 | 10  | "What Lies Beneath" "O Que Está Por Trás"                                      | Patrick Norris   | Jonell Lennon                                              | 14 de Agosto de 2012 29 de Maio de 2013      | 2.27                   |
| Ao descobrir que Noel e a cabana de sua família estão envolvidos com 'aquela noite', e possivelmente com o desaparecimento de Maya, as meninas se esforçam para montar o quebra-cabeça. Hanna e Emily vão à cabana dos Kahn à procura de pistas de Maya enquanto Spencer investiga Noel. Será que ele tem mesmo relação com o ocorrido ou será que ele e Jenna estão apenas blefando para despistar Aria, Emily, Hanna e Spencer? Enquanto isso, Aria deve lidar com as consequências de ter conhecido a mãe de Ezra e tomado conhecimento do passado dele. |     |                                                                                |                  |                                                            |                                              |                        |
| 58 | 11  | "Single Fright Female" "Mulher Sozinha e Assustada"                            | Joanna Kerns     | Oliver Goldstick & Maya Goldsmith                          | 21 de Agosto de 2012 5 de Junho de 2013      | 2.40                   |
| O relacionamento de Emily e Paige não tem sido fácil, mas as coisas parecem finalmente estar indo na direção certa. Assim, quando Spencer procura Emily com uma sórdida informação sobre a história de Paige com Alison, Emily não se sente pronta para ouvir os alertas da amiga. No entanto, agora que ela conhece o passado violento de Paige e sabe da discussão sangrenta com Alison antes do seu desaparecimento, Spencer não pode deixar que uma de suas melhores amigas se aproxime de uma potencial inimiga. Será que Spencer irá longe demais em sua tentativa de provar a Emily que tipo de pessoa Paige realmente é? Enquanto isso, Aria sente que precisa ajudar Ezra a esquecer o passado se eles quiserem continuar o relacionamento. Mas ela poderá se deparar com algo que não esperava.                                                                                                |     |                                                                                |                  |                                                            |                                              |                        |
| 59 | 12  | "The Lady Killer" "A Assassina"                                                | Ron Lagomarsino  | I. Marlene King                                            | 28 de Agosto de 2012 12 de Junho de 2013     | 2.98                   |
| Neste episódio especial, o julgamento de Garrett pelo assassinato de Maya começa e a cidade de Rosewood se torna um espetáculo para a mídia. Chateada com as amigas por causa de Paige, Emily não sabe em quem se apoiar quando a atenção da mídia se volta toda para ela. "A" vê isso como a oportunidade perfeita e tira vantagem da situação oferecendo a Aria, Emily, Hanna e Spencer uma suposta trégua. Mas será que essa oferta de paz é real ou apenas uma armadilha que levará a um fim muito pior? Enquanto isso, Aria, Emily, Hanna e Spencer são traídas quando alguém próximo se revela parte da equipe de "A". |     |                                                                                |                  |                                                            |                                              |                        |
| 60 | 13  | "This Is a Dark Ride" "Viagem Sombria"                                         | Tim Hunter       | Joseph Dougherty                                           | 23 de Outubro de 2012 19 de Junho de 2013    | 2.85                   |
| É Halloween em Rosewood. Spencer, Aria, Hanna e Emily vão a uma festa num trem, Emily vai pois acredita que isso a fará se sentir melhor, mesmo estando psicologicamente afetada, depois de matar Nate numa tentativa de se defender dele. Com a presença de Toby, que no episódio anterior mostrou-se um traidor, esse passeio no trem começa a se tornar cada vez mais sombrio, especialmente para Aria. No fim, um flashback revelador sobre a noite em que Alison foi morta é mostrado. |     |                                                                                |                  |                                                            |                                              |                        |
| 61 | 14  | "She's Better Now" "Ela Está Melhor Agora"                                     | Wendey Stanzler  | Oliver Goldstick                                           | 8 de Janeiro de 2013 26 de Junho de 2013     | 3.21                   |
| No Radley, Mona consegue um atestado de ótimo estado mental, que a faz receber alta e voltar para Rosewood High. Para o desgosto das meninas, ela poderia estar voltando aos seus velhos dias de "A". |     |                                                                                |                  |                                                            |                                              |                        |
| 62 | 15  | "Mona-Mania!"                                                                  | Norman Buckley   | Bryan M. Holdman                                           | 15 de Janeiro de 2013 3 de Julho de 2013     | 2.48                   |
| Aria, Emily, Hanna e Spencer tem certeza de que Mona é novamente "A", mas será que elas podem provar? Enquanto isso, os temores de Aria sobre o pai dela, começam a ficar mais forte. |     |                                                                                |                  |                                                            |                                              |                        |
| 63 | 16  | "Misery Loves Company" "Sofrimento Adora Companhia"                            | I. Marlene King  | I. Marlene King & Jonell Lennon                            | 22 de Janeiro de 2013 10 de Julho de 2013    | 2.68                   |
| Meredith ajuda a cuidar de Aria quando ela está doente - mas poderia Meredith têm segundas intenções? Spencer prepara uma surpresa para o aniversário de Toby, mas no final quem acaba recebendo uma surpresa é Spencer. |     |                                                                                |                  |                                                            |                                              |                        |
| 64 | 17  | "Out of the Frying Pan, Into the Inferno" "Da Frigideira para o Inferno"       | Michael Grossman | Maya Goldsmith                                             | 29 de Janeiro de 2013 17 de Julho de 2013    | 2.85                   |
| Será que os seus segredos conduzir as meninas a tomar medidas desesperadas que poderiam tornar as coisas piores? Além disso, Emily descobre mais sobre onde Ali pode ter se escondido no verão antes de seu assassinato. |     |                                                                                |                  |                                                            |                                              |                        |
| 65 | 18  | "Dead to Me" "Morto para Mim"                                                  | Arlene Sanford   | Joseph Dougherty & Lijah J. Barasz                         | 5 de Fevereiro de 2013 24 de Julho de 2013   | 2.75                   |
| Agora que a família DiLaurentis consegue recuperar os restos mortais de Alison, eles estão preparando um novo sepultamento, mas as meninas ficam em divididas se devem ir ou não. |     |                                                                                |                  |                                                            |                                              |                        |
| 66 | 19  | "What Becomes of the Broken Hearted" "O Que Acontece com os Corações Partidos" | Ron Lagomarsino  | Oliver Goldstick & Francesca Rollins                       | 12 de Fevereiro de 2013 31 de Julho de 2013  | 2.41                   |
| Spencer desconta a raiva e a mágoa de seu rompimento em Mona. Aria descobre que cada segundo que ela fica perto de Wesley, ela gosta dele cada vez mais. Emily e Jason trabalham juntos para encontrar pistas de quando Alison esteve em Cape May, e alguem acaba saindo ferido. |     |                                                                                |                  |                                                            |                                              |                        |
| 67 | 20  | "Hot Water" "Escaldada"                                                        | Chad Lowe        | Andy Reaser                                                | 19 de Fevereiro de 2013 7 de Agosto de 2013  | 2.61                   |
| Segurando novas informações sobre o detetive Wilden, Aria, Emily e Hanna estão em busca de respostas sobre o passado do detetive. Spencer enfim encontra alguém para se apoiar. |     |                                                                                |                  |                                                            |                                              |                        |
| 68 | 21  | "Out of Sight, Out of Mind" "O Que os Olhos não Veem, O Coração não Sente"     | Melanie Mayron   | Jonell Lennon                                              | 26 de Fevereiro de 2013 14 de Agosto de 2013 | 2.71                   |
| Spencer está pronta para conversar, mas Emily não está pronta para aceitar o que ela tem a dizer. Hanna ajuda a sua mãe e mantém um novo segredo, e se pergunta se "A" tem algo a ver com isso. |     |                                                                                |                  |                                                            |                                              |                        |
| 67 | 22  | "Will the Circle Be Unbroken?" "O Círculo Será Reconstruído?"                  | Ron Lagomarsino  | Joseph Dougherty                                           | 5 de Março de 2013 21 de Agosto de 2013      | 2.56                   |
| Spencer não tem sido ela mesma ultimamente, mas é o suficiente para ela desaparecer? Ou pode "A" ter feito algo com ela? Essas são perguntas que Aria, Emily e Hanna estão fazendo a si mesmas quando Spencer some. Mas, quando acontece de nem a família dela saber onde ela está, as meninas começam a procurar por respostas, esperando que seus piores pesadelos não tenham se tornado realidade. Mas o lugar onde Spencer aparece, ela pode não querer ser encontrada. Enquanto isso, Emily é surpreendida ao conhecer a medalhista de ouro, Missy Franklin. |     |                                                                                |                  |                                                            |                                              |                        |
| 70 | 23  | "I'm Your Puppet" "Sou Sua Marionete"                                          | Oliver Goldstick | Oliver Goldstick & Maya Goldsmith                          | 12 de Março de 2013 28 de Agosto de 2013     | 2.41                   |
| Enquanto "A" continua a jogar, as apostas ficam ainda mais altas, forçando as meninas a ficarem em posições difíceis. Aria começa a pensar seriamente em sua relação com Ezra e sua nova situação familiar. Hanna é lançada no meio do drama familiar de Caleb, quando o passado de Jamie volta para assombrá-lo. Emily está determinada a provar que Spencer está errada na esperança de ajudá-la, mas ela pode não estar pronta para o que ela encontra. No final, será que as garotas serão capazes de saírem de suas difíceis situações ou será que "A" as tem exatamente onde ela/ele quer? Enquanto isso, Spencer procura respostas sobre o tempo em que Mona esteve no sanatório Radley. |     |                                                                                |                  |                                                            |                                              |                        |
| 71 | 24  | "A dAngerous gAme" "Um Jogo Perigoso"                                          | Patrick Norris   | I. Marlene King                                            | 19 de Março de 2013 4 de Setembro 2013       | 2.87                   |
| A busca das garotas em direção à verdade sobre "A" as leva a um deslize inesperado. A troca de lado de Mona as mantêm na trilha de "A", mas o novo jogo de "A" é mais perigoso do que qualquer um poderia imaginar. Novas revelações obrigam as garotas a desconfiarem de todos, incluindo suas próprias amigas. A trilha das garotas faz com que elas fiquem cara a cara com a mulher de vermelho, mas elas nunca imaginaram quem seria. |     |                                                                                |                  |                                                            |                                              |                        |